# Kolegiata św. Idziego w Neustadt an der Weinstraße
Kolegiata św. Idziego (niem. Stiftskirche St. Ägidius) – gotycka świątynia symultaniczna znajdująca się w niemieckim mieście Neustadt an der Weinstraße. Korpus nawowy służy wspólnocie luterańskiej, a prezbiterium – rzymskokatolickiej.

## Historia
Kapitułę w Neustadt założył w 1356 roku hrabia Ruprecht I Rudy ku pamięci swojego zmarłego brata Rudolfa II. Budowę rozpoczęto w roku 1368. Około 1370 roku powstała południowa wieża, a w 1383 roku poświęcono prezbiterium. W 1400 roku bp Raban von Helmstatt konsekrował świątynię, nadano jej wezwanie Najświętszej Maryi Panny (niem. Marienkirche lub Liebfrauenkirche). W 1489 wzniesiono wieżę południową. W 1561 roku świątynia przeszła w ręce luteran.
W 1707 roku wnętrze świątyni przedzielono ścianą, odtąd prezbiterium służy katolikom, a korpus nawowy – protestantom. W 1739 roku wzniesiono barokowy hełm południowej wieży. W latach 1928–1929 świątynię odrestaurowano, powstały wówczas m.in. spiralne schody prowadzące na taras widokowy na wieży południowej. Kolejna renowacja miała miejsce w latach 2011–2013, polegała m.in. na przeprowadzeniu prac archeologicznych, wymianie pokrycia dachu, remoncie elewacji, konserwacji fresków zdobiących wnętrze, wymianie posadzki czy założeniu nowej instalacji grzewczej i elektrycznej.

## Architektura i wyposażenie
Świątynia gotycka, trójnawowa. Częścią elewacji zachodniej jest trójprzęsłowy krużganek, znany pod nazwą Paradies, ze sklepieniem pokrytym freskami ukazującymi proroków, ewangelistów, ojców Kościoła i muzykujących aniołów. 
Należące do katolików prezbiterium jest oddzielone od ewangelickiego korpusu nawowego ścianką działową, ozdobioną od strony luterańskiej mozaiką autorstwa Augusta Babbergera. Kamienna ambona w korpusie nawowym pochodzi z XV wieku. Łuk tęczowy zdobią odsłonięte w 2013 roku malowidła przedstawiające: Boga Ojca, Matkę Bożą, Marię Magdalenę, Archanioła Gabriela i św. Krzysztofa z Dzieciątkiem Jezus. Przy ołtarzu ustawiono 20-głosowe organy autorstwa szwajcarskiego organmistrza Bernhardta Edskesa z 2016 roku. Najdłuższa piszczałka ma długość ok. 2,4 metra, a najkrótsza – około centymetra.
Prezbiterium zdobi barokowy ołtarz główny, fragment stalli służących pierwotnie kanonikom i zabytkowe freski. 6-głosowe organy tej części świątyni pochodzą z roku 1879, w 1968 wmontowano je w barokowy prospekt z 1788, pierwotnie znajdujący się w kościele w Rheinsheimie w Badenii, a od 1893 – w kościele w Mechtersheimie.
Wewnątrz południowej wieży zawieszono pięć mniejszych dzwonów, a w północnej – dwa największe dzwony. Wszystkie zostały odlane 1949 roku przez przedsiębiorstwo Bochumer Verein. Największy z nich, znany jako Kaiserglocke, o wadze 14 ton, jest największym kołysanym dzwonem stalowym na świecie i drugim co do wielkości kołysanym dzwonem w Niemczech (po dzwonie Świętego Piotra z Katedry Kolońskiej). W południowej wieży zachowało się założone w 1744 roku mieszkanie strażnika.

## Galeria

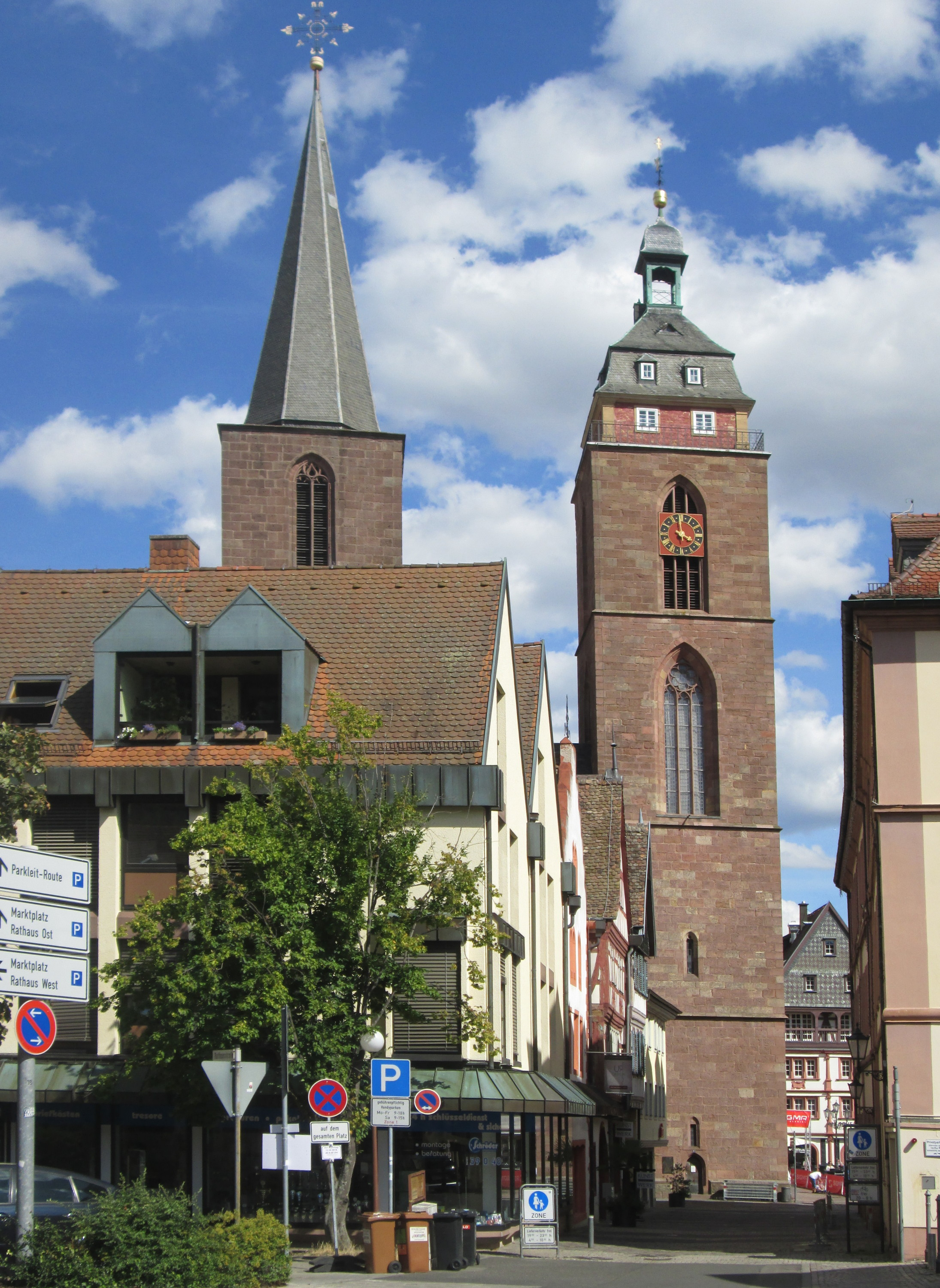
Widok z zachodu
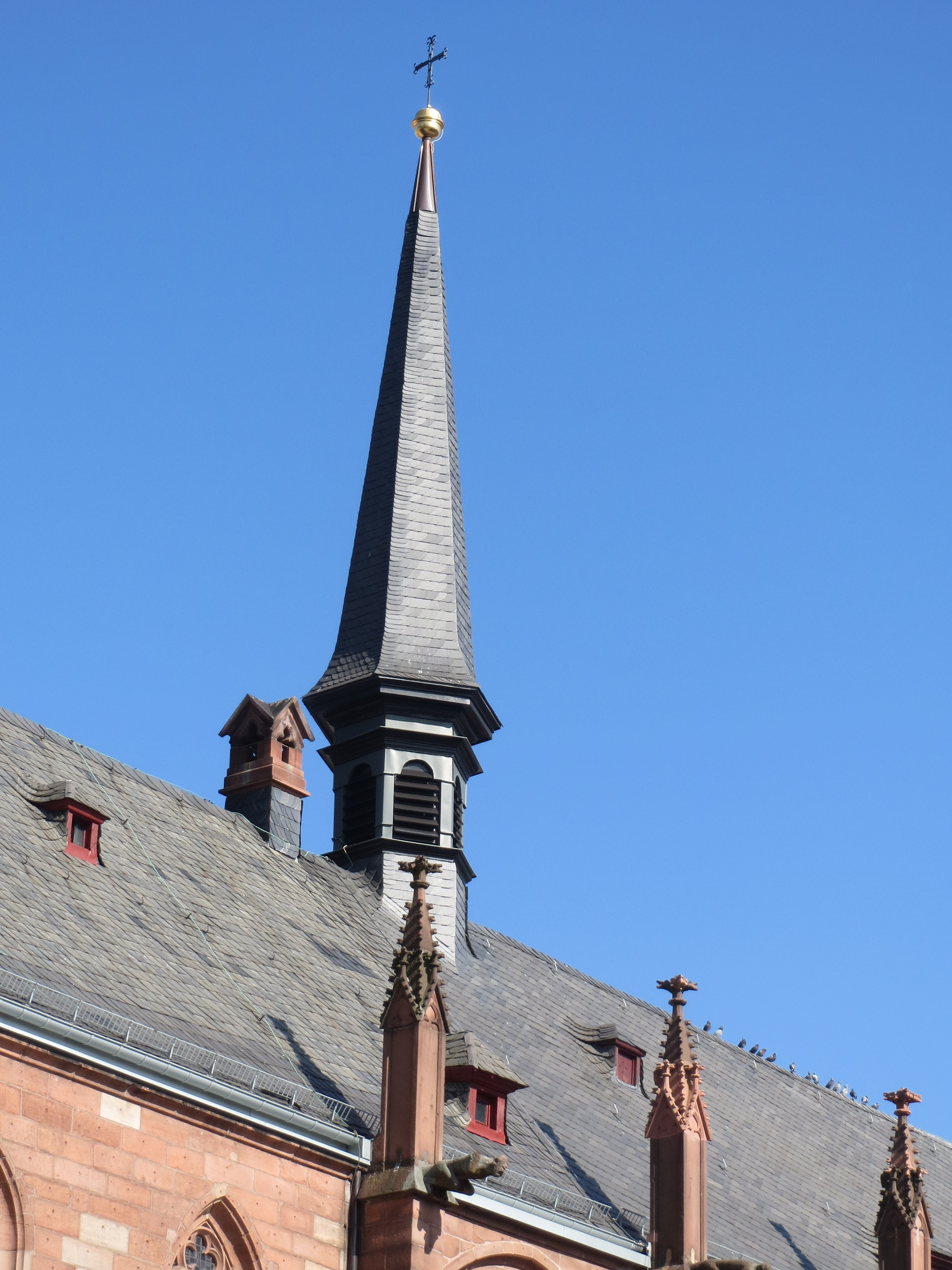
Sygnaturka
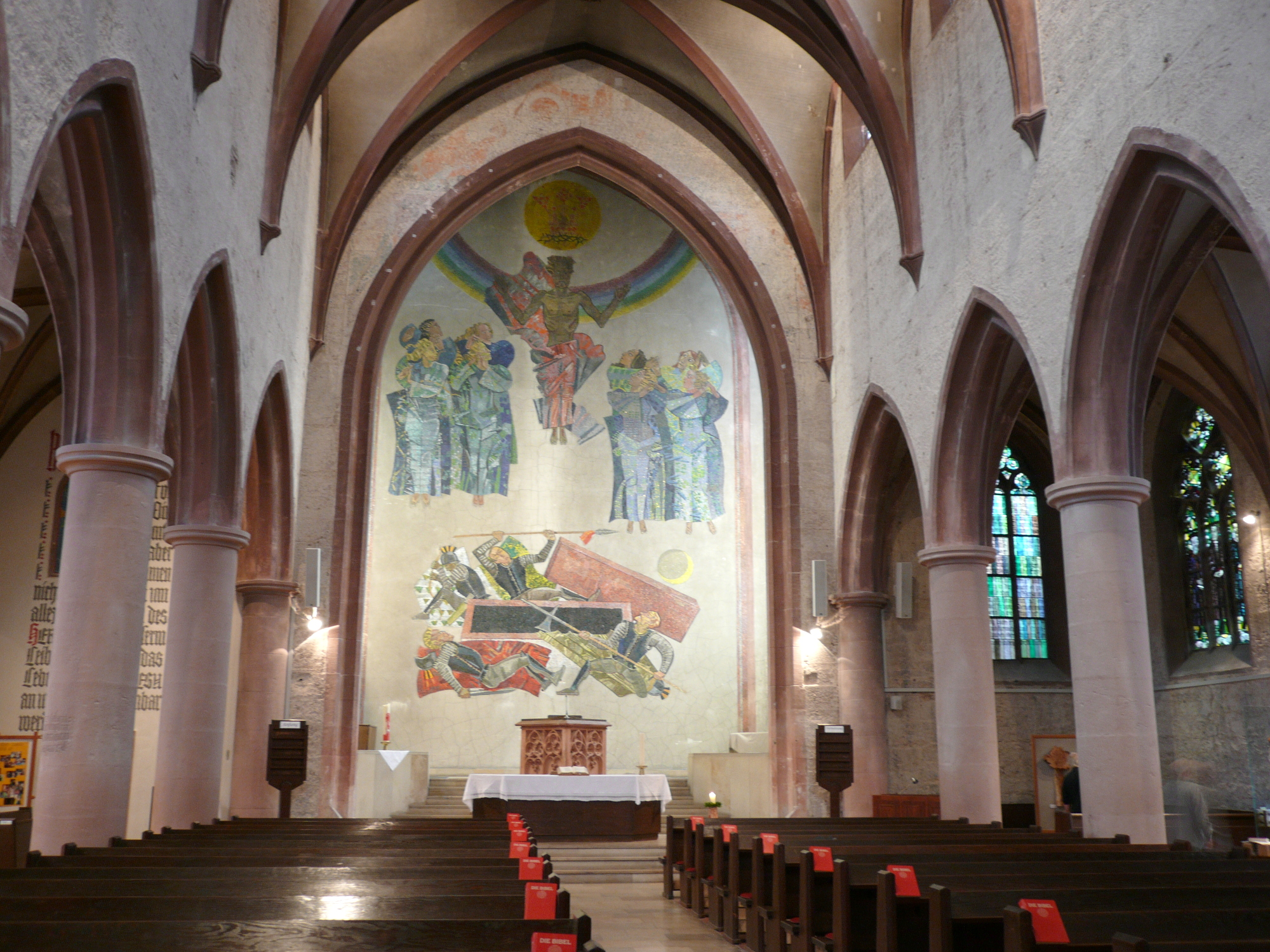
Luterański korpus nawowy
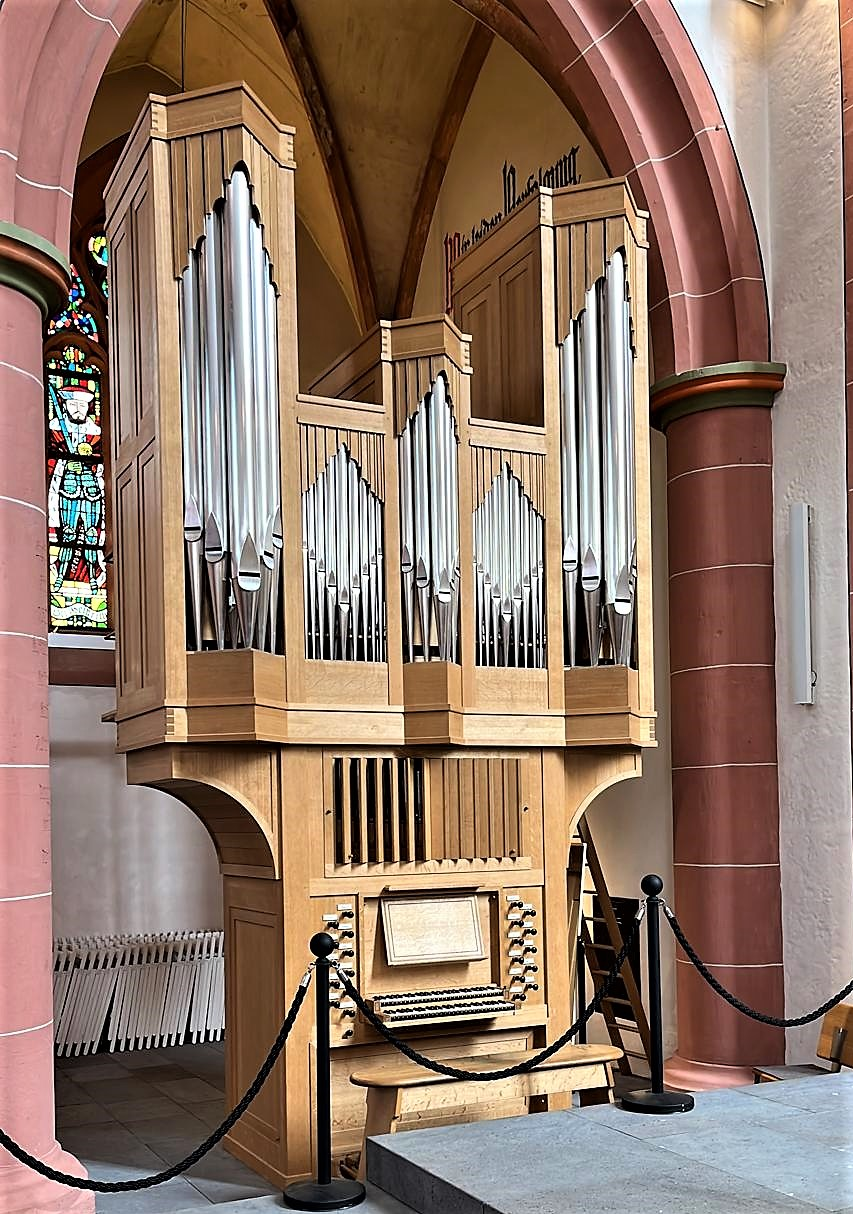
Organy części luterańskiej
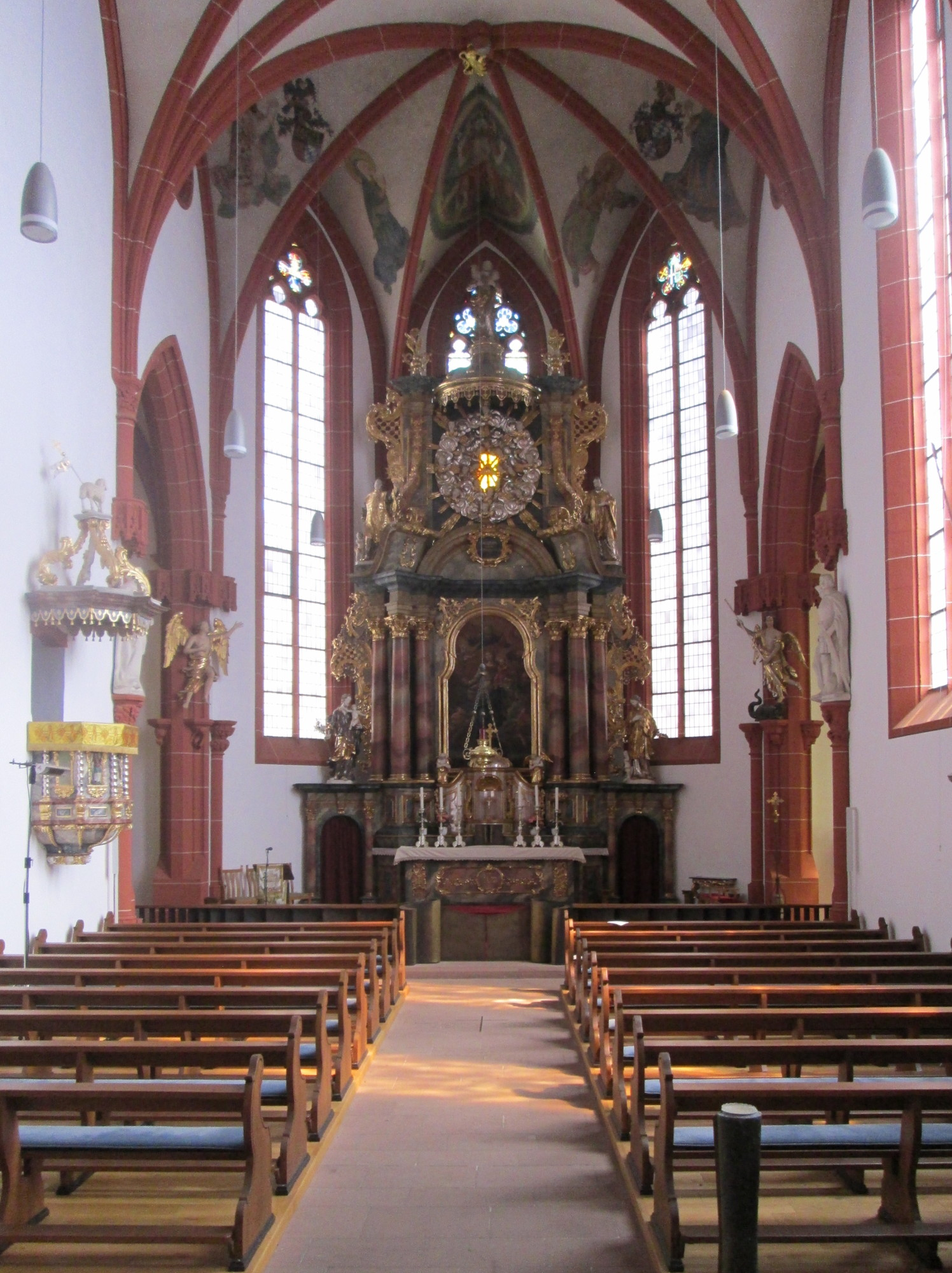
Katolickie prezbiterium
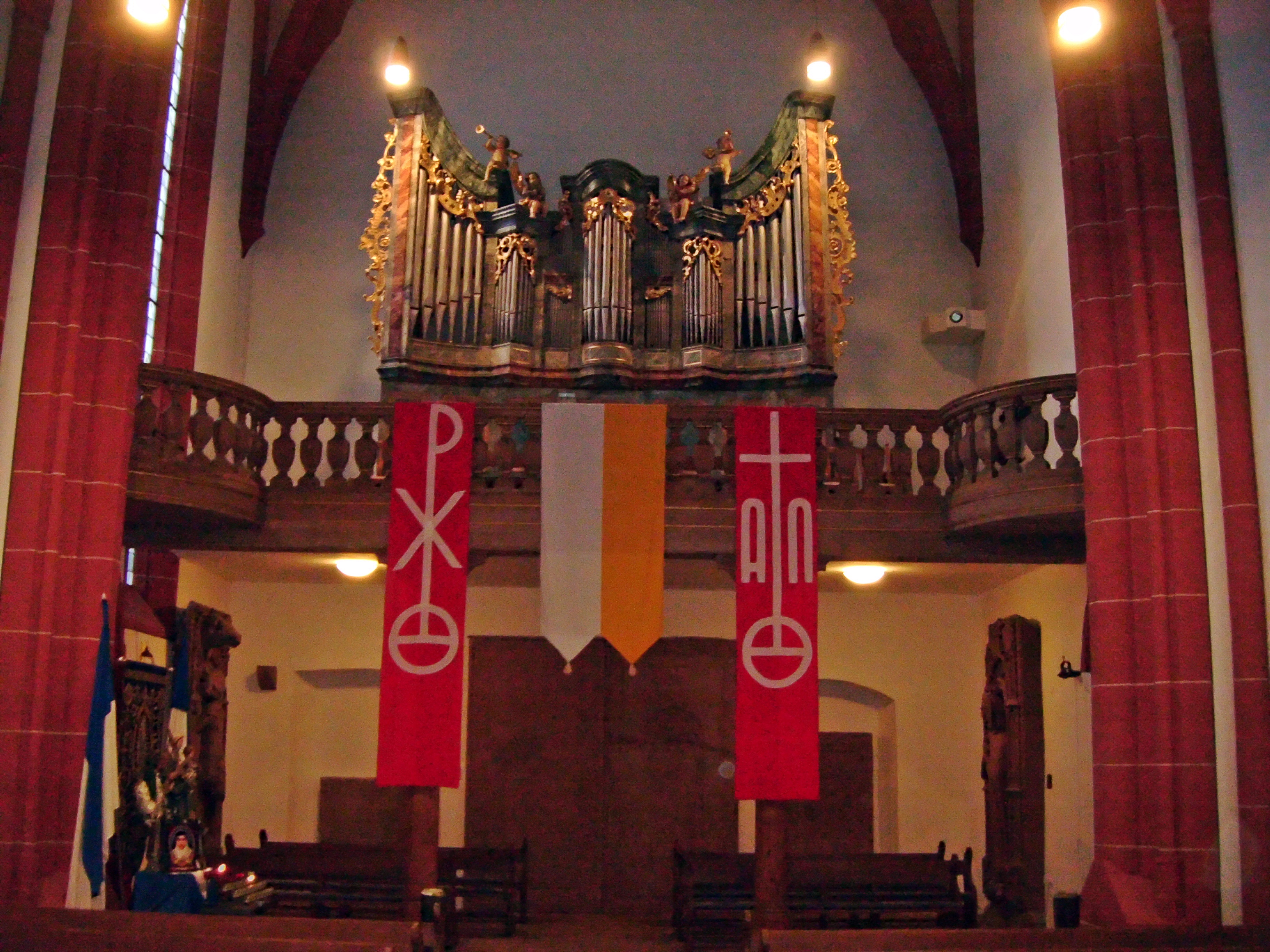
Empora organowa w prezbiterium